# Monyók Ildikó
Monyók Ildikó (Bodrogkeresztúr, 1948. szeptember 24. – Budapest, 2012. május 29.) magyar színésznő, énekesnő. Monyók Gabi énekesnő nővére.

## Életpályája
1968-ban a Ki mit tud? országos televíziós verseny versmondó kategóriájában második helyezést nyert. 1969-ben és 1971-ben részt vett a Táncdalfesztiválon. 1974-ben végzett a  Színház- és Filmművészeti Főiskola operett-musical szakán, majd a kecskeméti Katona József Színházhoz szerződött, ahol prózai és zenés, felnőtt és gyerek darabokban is játszott és amelynek 1982-ig volt tagja.
1982 áprilisában buszbalesetet szenvedett. Bal agyféltekéjének sérülése a beszéd-, írás-, számolási készségének elvesztését okozta. Balesete megtörte művészi pályáját. Lábadozása évekig tartott, míg újra megtanult beszélni és járni.
Kurtág György Monyók Ildikó számára zenét szerzett Samuel Beckett Mi is a szó című verséhez, melyet először Bécsben mutattak be 1991. október 26-án Claudio Abbado vezényletével, majd később Magyarországon, Európa számos hangversenytermében, sőt még Japánban is.
Hosszú betegséget követően 2012. május 29-én hunyt el. Temetésére 2012. július 5-én került sor az Új köztemetőben.

## Jelentősebb színpadi szerepei
A Színházi adattárban regisztrált bemutatóinak száma: 30.
- Schwab-DeSylva: Diákszerelem (Connie)
- Páskándi Géza: A rejtekhely (Kíváncsi hercegnő)
- Carlo Goldoni: Két úr szolgája (Smeraldina)
- William Shakespeare: Téli rege (Mopsa)
- William Shakespeare: Minden jó, ha vége jó (Diana)
- Agatha Christie: Az Egérfogó (Mollie Ralston)
- Euripidész: Oresztész (Karvezető)
- Confortès: Maraton (Dizőz II.)
- Joe Masteroff: Kabaré (Sally)
- Görgey Gábor: Handabasa avagy a fátyol titkai (Katica)
- Fejes Endre: Az angyalarcú (Dundi nő)
- Charell-Amstein-Gilbert: Tűzijáték (Paula)
- Jeles András-Melis László: A mosoly birodalma
- Jeles András: Színház a színházban - Play Molnár (Színésznő)

## Filmjei
- A legnagyobb sűrűség közepe (rend.: András Ferenc, 1981)
- Hol volt, hol nem volt (rend.: Gazdag Gyula, 1987)

## Dalai
- Eltűnt világ (Táncdalfesztivál ’69, 1969)
- Voltál-e ugyanígy? (Tessék választani!, 1970)
- Csend, végre csend (Táncdalfesztivál '71, 1971)
- Charles Aznavour-Robert Gall: La Mamma